# Operacja Szchenut Towa
Operacja „Szchenut Towa” (hebr. ‏מבצע שכנות טובה‎, dosł. Operacja „Dobre Sąsiedztwo”) – izraelska operacja wojskowa mająca na celu zapewnienie pomocy humanitarnej obywatelom południowej Syrii dotkniętym wojną domową w ich kraju. 
Trwała ona od czerwca 2016 roku do odzyskania przed rząd w Damaszku władzy nad południową częścią kraju 13 września 2018 roku.

## Założenia
Izraelska pomoc dla syryjskich cywilów była motywowana zarówno kwestiami sumienia, jak i racją stanu Izraela, gdyż taka pomoc mogłaby stworzyć mniej wrogie władze po drugiej stronie granicy.

## Cele
Oficjalnie, w ramach operacji Siły Obronne Izraela udzielały trzech rodzajów pomocy:
- medycznej – przekazywano stronie rebelianckiej leki i inne środki medyczne, utworzono również szpital polowy na terenie kontrolowanym przez Izraelczyków
- infrastrukturalnej – przekazywano m.in. paliwo, generatory prądu, elementy instalacji wodociągowych czy wyposażenia szkół
- żywnościowej

Nieoficjalnie, według doniesień „The Wall Street Journal”, Izrael miał dostarczać syryjskim rebeliantom gotówkę oraz broń.